# プレンティ (神戸市)
プレンティ（英: Plenty）は、兵庫県神戸市西区糀台五丁目にある複合商業施設（ショッピングセンター）である。最寄駅名の西神中央を付けてプレンティ西神中央（プレンティせいしんちゅうおう）とも称する。中核テナントのイオンフードスタイル西神中央店の店番号は0405。

## 概要
1989年（平成元年）11月24日、神戸市西区糀台5丁目に開業した。
専門店一番館、専門店二番館、イオンフードスタイル西神中央店（ダイエー西神中央店からのリニューアルにより改称、運営会社は引き続きダイエー）で構成されている。かつては隣接して百貨店のそごう西神店も存在したが、2020年8月末日をもって閉店した（西神中央駅百貨店ビル参照）。また、ダイエーとそごうは、2核1モールを形成していた。
2017年の流動客調査では年間来館者数は約920万人（1日当たり平日24,000人、休日31,000人）だった。2019年度（令和元年度）の売り上げは111億円、2020年度（令和2年度）の売り上げは96億円だった。
2021年10月1日現在のテナント数は核店舗のイオンフードスタイルを除いて103店となっている。内訳はファッション24店、生活雑貨23店、食料品4店、飲食24店、サービス（調剤薬局含む）25店。
「リノベーション・神戸」西神中央活性化プランの一環で、2023年（令和5年）秋頃より順次リニューアルオープンすることが決定した。専門店一番館の屋外のアトリウムコート、1階屋内のセンターコートが整備され、1階にはフードコート、3階にはキッズ&ファミリーフロアが新設されることになった。専門店二番館はプレンティ中央広場に面しており開放感のある店舗配置と空間活用が計画された。
リニューアル工事は順調に進み、10月19日にリニューアルオープンした。

## 沿革
- 1989年（平成元年）11月24日 - 開業。
- 2020年（令和2年）
  - 8月31日 - 隣接のそごう西神店が閉店。
  - 9月1日 - ダイエー西神中央店がイオンフードスタイル西神中央店に名称変更される[4]。運営会社はダイエーのまま存続。
- 2023年（令和5年）10月19日 - リニューアルオープン[3]。

## フロア構成

### イオンフードスタイル・専門店一番館・第一駐車場A
| イオンフードスタイル                                                                    |            | 専門店一番館                                         |          | 第一駐車場A |
| --------------------------------------------------------------------------------------- | ---------- | ---------------------------------------------------- | -------- | ----------- |
|                                                                                         |            |                                                      |          | 屋上駐車場  |
| 屋上 プレンティホール・スカイパーク                                                     | 連絡通路   | 5階駐車場                                            |          |             |
| 3階 専門店・第二駐車場連絡通路                                                          | 連絡通路   | 3階 キッズ・ファミリー・ファッション・生活雑貨・書籍 | 連絡通路 | 4階駐車場   |
| 2階 紳士衣料品・婦人衣料品・子供衣料品・雑貨・化粧品・寝具・インテリア・文具・TVゲーム  | 連絡通路   | 2階 レディス・メンズ・ファッション・生活雑貨         | 連絡通路 | 3階駐車場   |
| 2階 紳士衣料品・婦人衣料品・子供衣料品・雑貨・化粧品・寝具・インテリア・文具・TVゲーム  | 連絡通路   | 2階 レディス・メンズ・ファッション・生活雑貨         | 連絡通路 | 2階駐車場   |
| 1階 食料品・花・日用消耗品・薬局・ペット用品・クリーニング・リペア・DPE・フードコーナー | アトリウム | 1階 レディス・メンズ・キッズ・グルメ・フード         |          | 1階駐車場   |

### 第一駐車場B
| 階   | フロア概要 |
| ---- | ---------- |
| 屋上 | 駐車場     |
| 5階  | 駐車場     |
| 4階  | 駐車場     |
| 3階  | 駐車場     |
| 2階  | 駐車場     |
| 1階  | 駐車場     |

### 第二駐車場
| 階      | フロア概要                           |
| ------- | ------------------------------------ |
| 屋上    | 駐車場                               |
| 6階     | 駐車場                               |
| 5階     | 駐車場                               |
| 4階     | 駐車場                               |
| 3階     | 駐車場・イオンフードスタイル連絡通路 |
| 2階     | 駐車場                               |
| 1階     | 駐車場・管理室・トイレ               |
| 地下1階 | 出入口                               |

### 専門店二番館
| 階  | フロア概要                         |
| --- | ---------------------------------- |
| 3階 | サービス・アミューズメント・予備校 |
| 2階 | レディス・生活雑貨・グルメ         |
| 1階 | 生活雑貨・グルメ・フード           |

### 解説
当施設は複数の建物から構成されており、それぞれ専門店一番館・専門店二番館・イオンフードスタイル・専門店北館・専門店東館・パークアベニュー・第一駐車場A・第一駐車場B・第二駐車場という。イオンフードスタイルと一番館の間にはアトリウムが設置されており、アトリウムには階段やシースルーエレベーターが設置されている。
イオンフードスタイルと第二駐車場の間にある連絡通路は西区役所とも連絡している。

## 祭事・催事
- プレンティ夏まつり - プレンティ広場で1990年から毎年7月第三水曜日・木曜日に開催され、夜店・盆踊り・ステージイベントが催される[6]。

| 回数 | 開催日                 |
| ---- | ---------------------- |
| 22   | 2011年7月27日・7月28日 |
| 23   | 2012年7月25日・7月26日 |
| 24   | 2013年7月24日・7月25日 |
| 25   | 2014年7月23日・7月24日 |

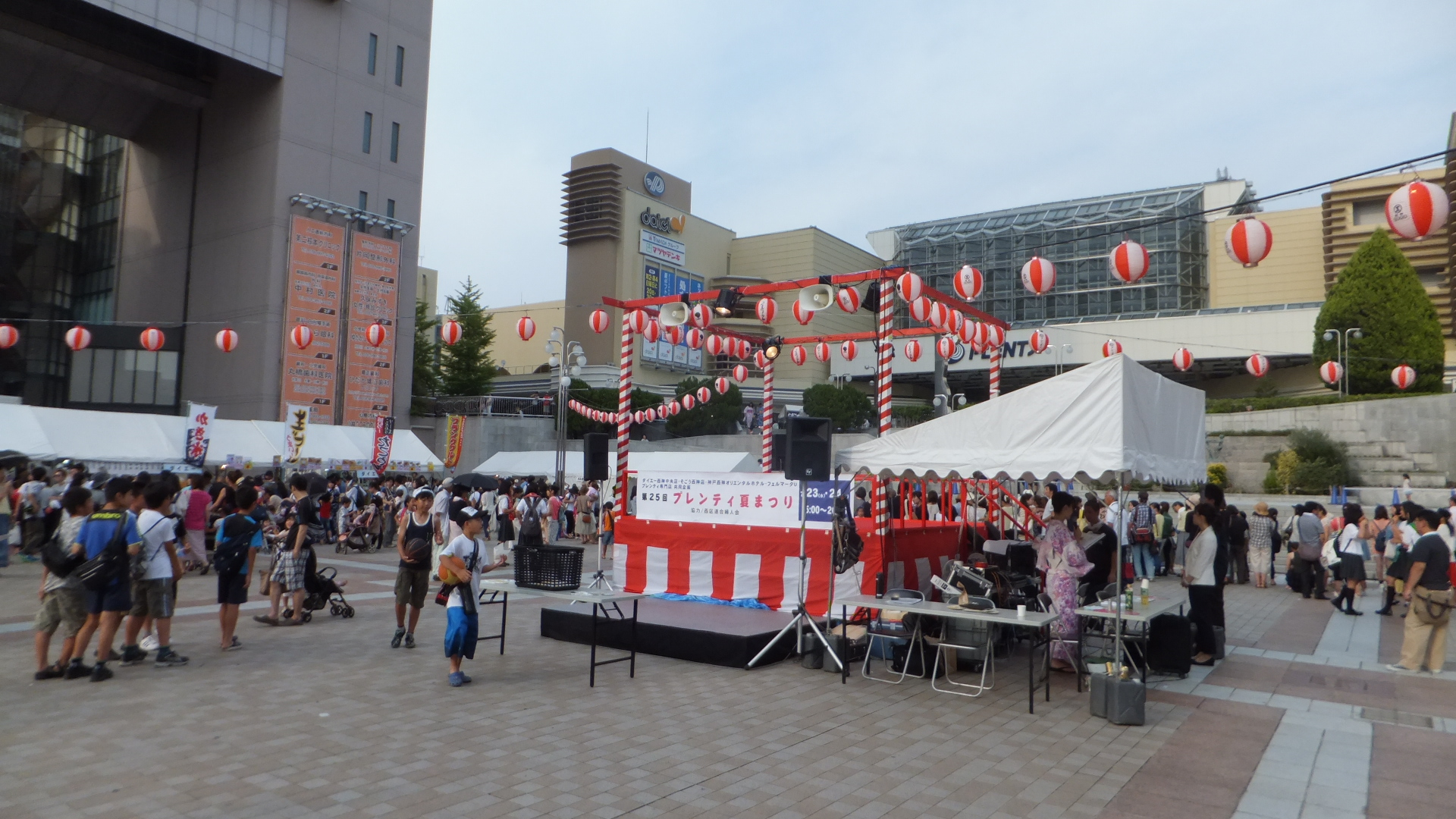
盆踊りステージ
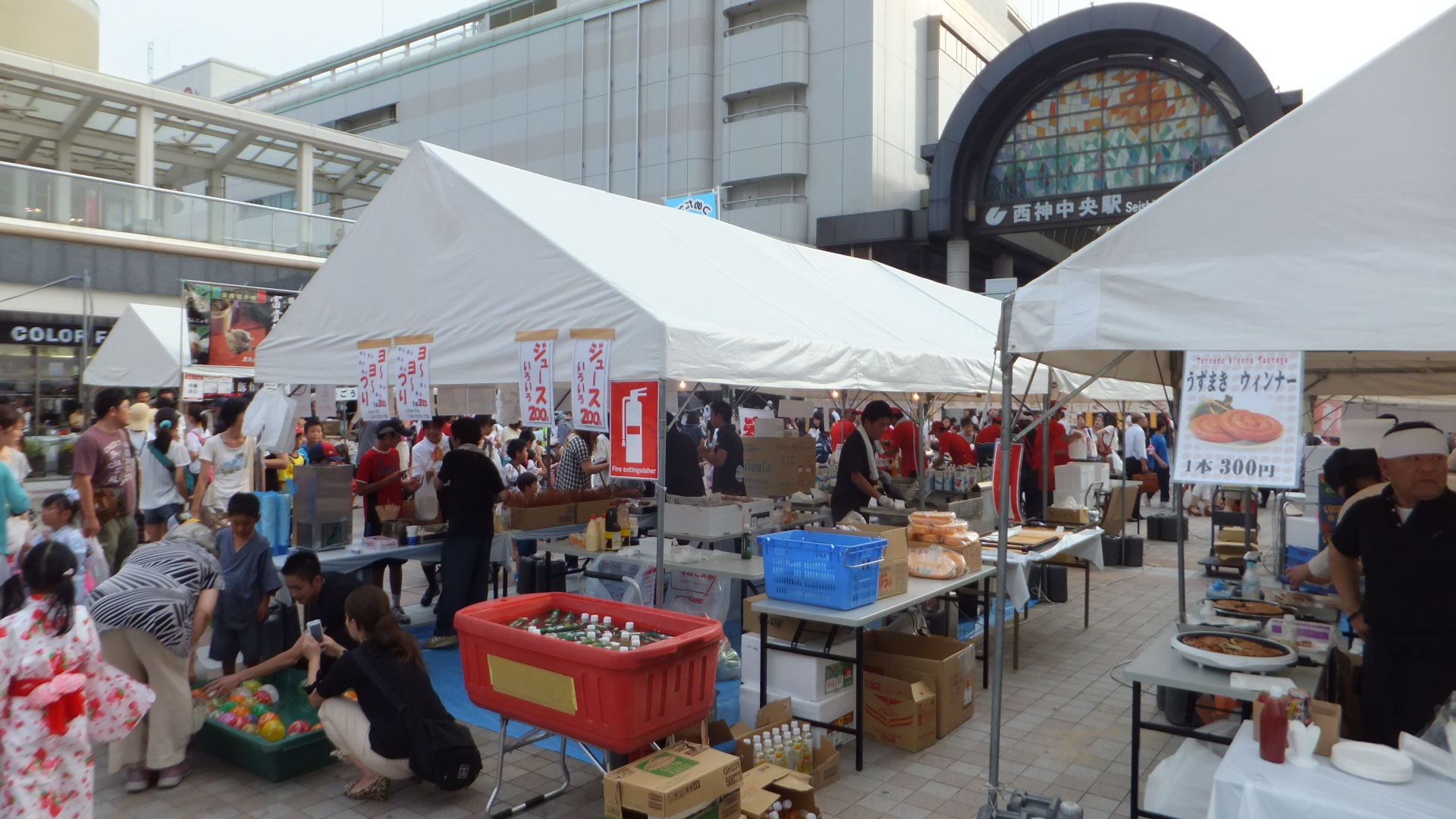
夜店
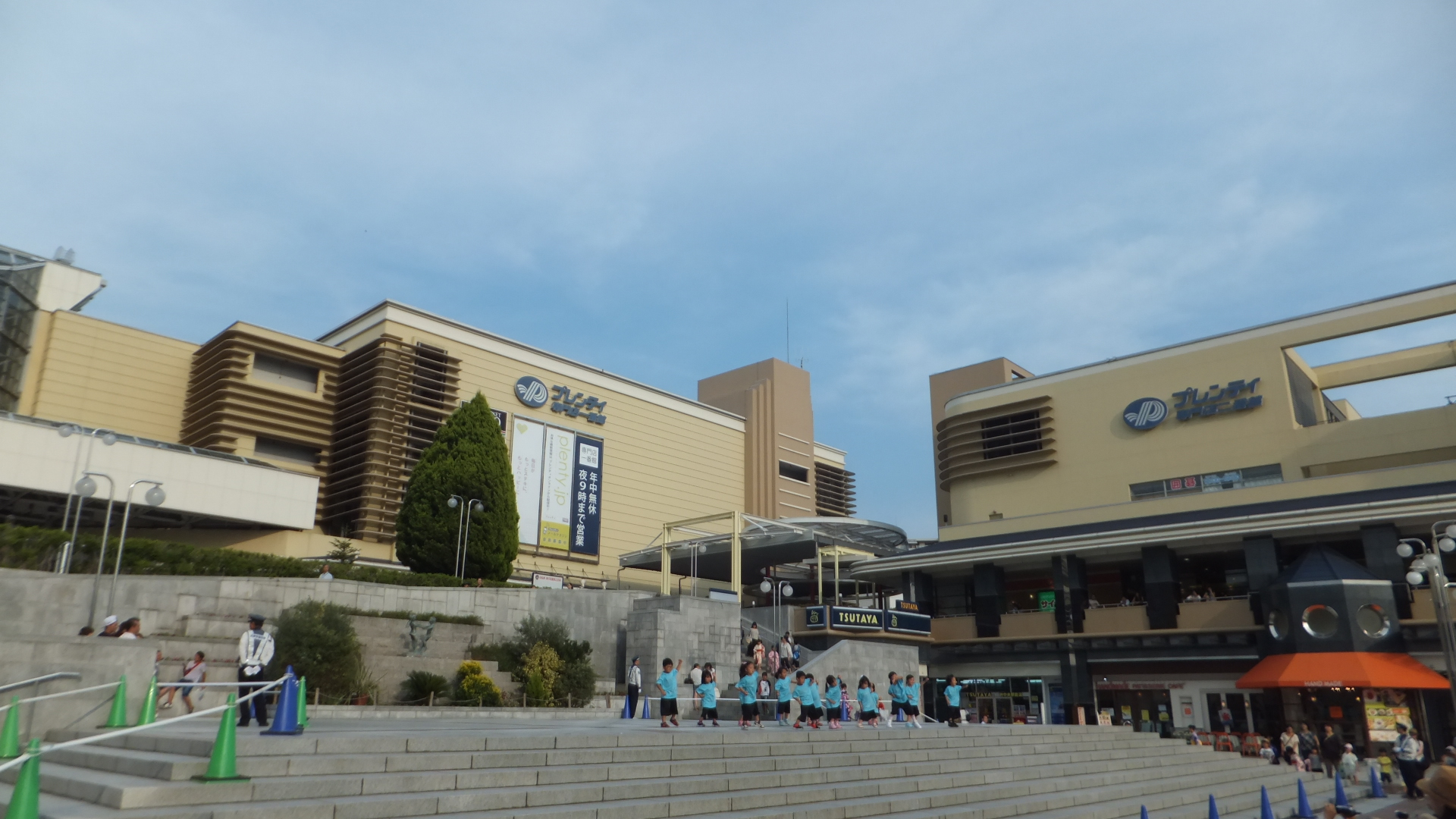
ステージイベント
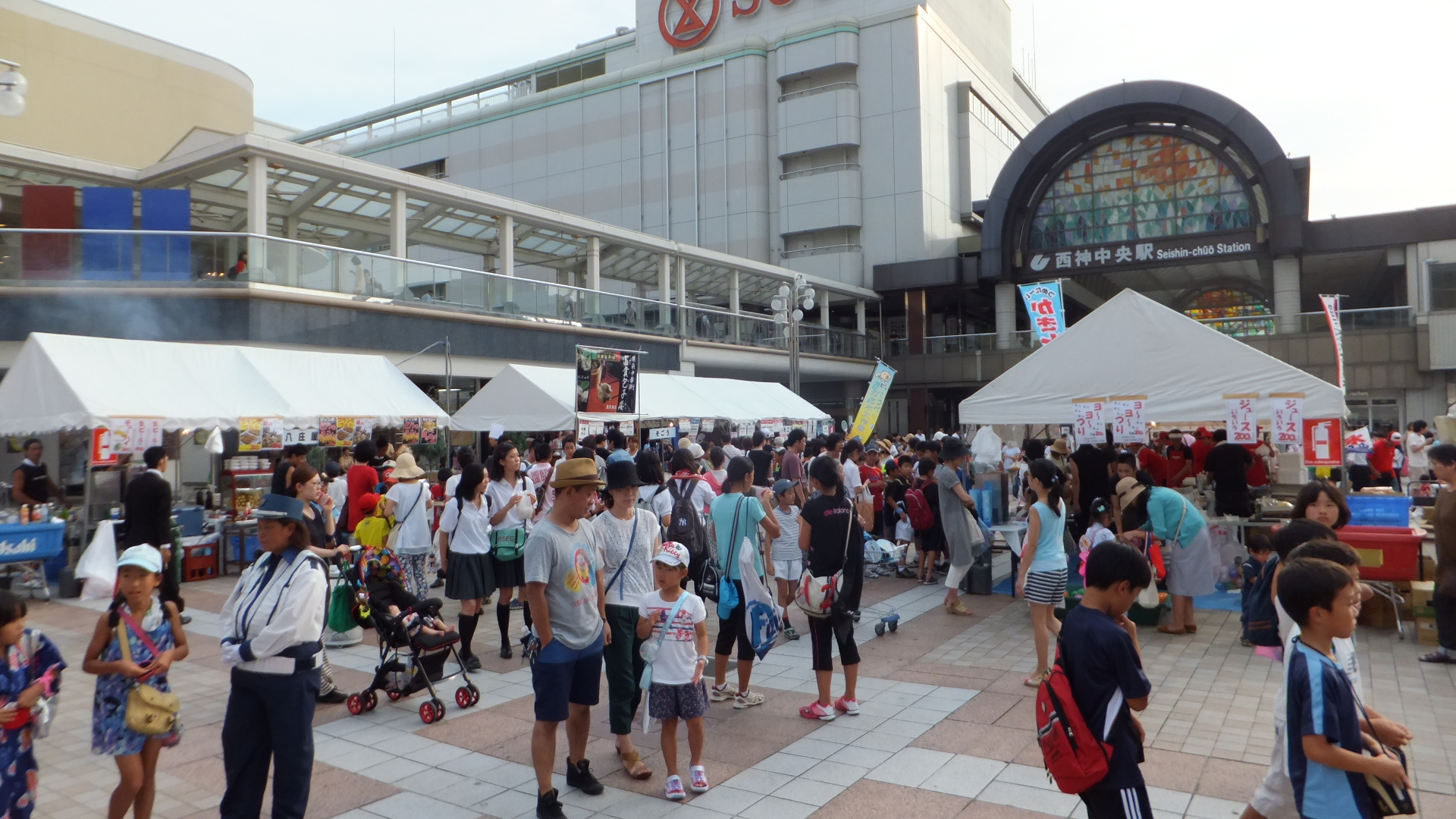
見物客

## からくり時計
プレンティの1階広場には、定時になると人形が演出をする『からくり時計』がある。2024年9月時点で設置されている「森のなでしこ楽団」は3代目のからくり時計であり、かつてはプレンティのマスコットキャラクターだった『プレンくん』を題材にした「プレンくんのゆめ」と、現在設置されているからくり時計の前身である「なでしこ楽団」が設置されていた。ここでは、プレンティに設置されているからくり時計について説明する。

### 初代「プレンくんのゆめ」
設置期間は1989年11月から2009年7月。プレンティ開店から約20年間設置されていた。時計メーカーはセイコー。
定時になると塔のカリヨンが鳴り、季節に合わせた曲を演奏する。その後、カリヨンの音色で居眠りしてばかりの『プレンくん』(当時のプレンティのマスコットキャラクター)が目を覚まし、大きく背伸びをする。すると後ろの箱からタンバリンを叩く二人の少女が現れると、周りからグリム童話の人形が登場し、ワルツに合わせてダンスをする。人形のダンスを見てプレンくんは楽しくなり、タクトを振って人形のダンスの指揮をする。全ての人形がいなくなった後、再びカリヨンが鳴り、プレンくんはまた眠くなる。大きく背伸びをした後に再び居眠りしだす。人形との楽しい時間はプレンくんの夢の中での出来事だったのであろうかというストーリー（後述のDVD内における説明字幕から一部引用）。プレンくんの衣装は設置当時と晩年で異なっている。また、プレンくんの人形にはボイスレコーダーが内蔵されており、子供たちと対話できるイベントも存在した（晩年は行っていなかった模様）。またかなり大掛かりな仕掛けだった為か、設置から間も無い頃に故障や動作不良も見られていた。
プレンくんはマスコットとしては2002年に引退したが、マスコット引退後も、からくり時計は撤去せずに演出を継続していた。晩年は故障を繰り返した上、部品不足にも直面していた為、プレンティリニューアルに伴う改装工事に併せ2009年7月に「引退」と称し演出終了、撤去された。引退による演出終了の告知には、プレンくんからのメッセージとして「ぼくたちはたびにでることになりました。」という子供向けの文章が記載されていた。撤去前はプレンくんの横に並んで記念撮影や、プレンティに来店する客に「プレンくんのゆめ」のDVDを配布していたが、DVDが大好評だった為、プレンティに残しておく予定だった分のDVDも全て配布してしまい、プレンティには稼働期のDVDは残っていない。

### 2代目「なでしこ楽団」
2009年秋のプレンティリニューアルに伴い「プレンくんのゆめ」撤去後の跡地に設置。設置期間は2009年11月から2023年5月24日までの約14年半。時計メーカーは先代のからくり時計同様セイコーによるもので、宝くじの普及宣伝事業による寄贈。
定時になるとプロジェクター機能付きの花弁が上昇、指揮者の少女の人形が中央のパネルから登場。さらに周囲のパネルからはクラリネット奏者の少女、サックス奏者の少年、トランペット奏者の少年、フルート奏者の少女の計5体の人形が登場し、季節に合わせた曲を演奏、さらにプロジェクター付きの花弁も季節ごとに異なる四季折々のグラデーション演出も行う。演奏曲は10曲が確認されている。昼間と夜間で曲が変わる仕様になっており、昼間の演奏曲は午前10時から午後5時まで、夜間の演奏曲は午後6時から午後8時55分まで演奏される。曲目は以下の通り。
|      | 春                 | 夏           | 秋     | 冬                 | クリスマス期間         | 正月期間 |
| ---- | ------------------ | ------------ | ------ | ------------------ | ---------------------- | -------- |
| 昼間 | 春が来た           | われは海の子 | もみじ | スキー             | サンタが街にやってくる | 一月一日 |
| 夜間 | 『四季』から『春』 | 夏の日の恋   | もみじ | 『四季』から『冬』 | クリスマス・イブ       | 一月一日 |

また、正時以外のプロジェクター演出も存在し、周囲のスポットを踏むと、プロジェクターに約10秒ほど数種類の演出も行われていたが、からくり時計の演出終了当時はこの演出は既に行われていない。プレンティの店内リニューアル工事により2023年5月24日をもって「なでしこ楽団」としての演出を終了。

### 3代目「森のなでしこ楽団」
プレンティリニューアルにより稼働終了した「なでしこ楽団」に外装の変更や新たな仕掛けを施したからくり時計。2023年10月19日より稼働を開始した。
演出は先代の「なでしこ楽団」とほぼ変わらないが、新たに「PLENTY」と書かれたアルファベットや音符を象った電飾と、シンバル奏者の少年、サックス奏者の少女、ユーフォニアム奏者の少年、フレンチホルン奏者の少女、ドラム奏者の少年の人形の計5体が追加され、計10体の人形による演出に変更された。追加された5体の人形は、既存の5体とは異なり、常時見える後方のカプセルの中から登場する。また、花弁のプロジェクターは撤去され、代わりに木々が取り付けられ、文字盤は独立して柱の上に再設置された。本体の装飾はステンレスから人工芝に張り替えられている。
「なでしこ楽団」時代から変わらず、ほぼ同じ演奏曲が継続して用いられているが、夜間の曲の演奏開始時刻が午後7時に変更されている。曲目は以下の13曲が確認されている。
|      | 春                 | 夏           | 秋                        | 冬                 | クリスマス期間         | 正月期間 | バレンタイン期間               |
| ---- | ------------------ | ------------ | ------------------------- | ------------------ | ---------------------- | -------- | ------------------------------ |
| 昼間 | 春が来た           | われは海の子 | もみじ                    | スキー             | サンタが街にやってくる | 一月一日 | ユー・アー・マイ・サンシャイン |
| 夜間 | 『四季』から『春』 | 夏の日の恋   | Longing/Love(あこがれ/愛) | 『四季』から『冬』 | クリスマス・イブ       | 一月一日 | LOVE LOVE LOVE                 |

## アクセス
- 神戸市営地下鉄 西神中央駅から徒歩3分